# Cossura abyssalis
Cossura abyssalis är en ringmaskart som beskrevs av Hartman 1967. Cossura abyssalis ingår i släktet Cossura och familjen Cossuridae. Inga underarter finns listade i Catalogue of Life.